# Hebridea
Hebridea is een geslacht van rechtvleugeligen uit de familie veldsprinkhanen (Acrididae). De wetenschappelijke naam van dit geslacht is voor het eerst geldig gepubliceerd in 1926 door Willemse.

## Soorten
Het geslacht Hebridea omvat de volgende soorten:
- Hebridea amedegnatoae Hugel, 2012
- Hebridea rufotibialis Willemse, 1926